# Председништво СР Црне Горе
Председништво Социјалистичке Републике Црне Горе било је назив за колективног шефа државе у Социјалистичкој Републици Црној Гори и Републици Црној Гори, од 1974. до 1993. године.
Иако је Црна Гора постала Република, још 1945. године, као и остале републике СФР Југославије није имала функцију председника Републике већ је функцију шефа државе обављао најпре председник Президијума Народне скупштине, од 1945. до 1953, а потом председник Народне скупштине, од 1953. до 1974. године. Уставом СР Црне Горе из 1974. уведено је Председништво СР Црне Горе по узору на Председништво СФРЈ, формирано јуна 1971. године. Укинуто је доношењем Устава Црне Горе октобра 1992, а постојало је до јануара 1993. када је дотадашњи председник Председништва Момир Булатовић, након победе у другом кругу председничких избора, изабран за председника Црне Горе.
Председништво СР Црне Горе имало је 9 чланова — 7 које је бирала Скупштина и два по положају. Мандат чланова Председништва био је четири године, а мандат председника најпре четири, потом једну и на крају две године. У периоду од 1974. до 1993. на челу Председништва СР Црне Горе налазило се девет председника.

## Историјат
Прво Председништво СР Црне Горе конститусано је 6. маја 1974. избором 7 чланова Председништва, које је бирала Скупштина СР Црне Горе. Поред изабраних чланова, који су бирани на основу предлога Републичке конференције Социјалистичког савеза радног народа Црне Горе (ССРН), чланови Председништва били су и чланови по положају — председник Скупштине СР Црне Горе и председник Централног комитета Савеза комуниста Црне Горе.
Мандат члана Председништва био је четири године и није могао бити биран више од два пута. Мандат председника Председништва био је најпре четири, а потом годину дана. Председника и потпредседника Председништва бирали су најпре чланови Председништва, на основу предлога Кандидационе комисије Социјалистичког савеза радног народа Црне Горе, а потом Скупштина СР Црне Горе.
Под притиском „антибирократских” демонстрација, чланови Председништва СР Црне Горе су 11. јануара 1989. поднели колективну оставку, након чега је Скупштина СР Црне Горе донела одлуку да функцију Председништва обавља Друштвено-политичко већа Скупштине, па је председник тог већа Слободан Симовић вршио дужност председника Председништва до избора новог Председништва. Према Уставу СР Црне Горе председника Председништва требао је да мења председник Скупштине СР Црне Горе, али како је и он поднео оставку, Скупштина је донела одлуку да га замењује председник Друштвено-политичког већа.
Пре избора новог Председништва, Скупштина је 28. фебруара 1989. донела нови Закон о избору председника, чланова Председништва СР Црне Горе и члана Председништва СФРЈ из СР Црне Горе. Према овом закону Председништво СР Црне Горе сачињавало је седам чланова, које је бирала Скупштина (без чланова по функцији), а мандат председника трајао је четири године.
У складу са друштвено-политичким променама које су настале у СФР Југославији, након распада Савеза комуниста Југославије, почетком јануара 1990. и увођења вишепартијског система у југословенским републикама, децембра 1990. одржани су први вишепартијски избори за Скупштину СР Црне Горе.
Упоредо са парламентарним, оджрани су и први вишепаријски избори за председника и чланове Председништва СР Црне Горе. Први круг избора одржан је 9. децембра 1990, а други круг 23. децембра 1990. године. У првом кругу избора за председника Председништва учествовала су три кандидата — Момир Булатовић (СК ЦГ), Љубиша Станковић (СРСЈ) и Новак Килибарда (НС). Како у првом кругу ниједан кандидат није освојио више од половине гласова, Булатовић и Станковић су ишли у други круг. Убедљивом победом у другом кругу (76,1%) Момир Булатовић је изабран за председника Председништва.
На изборима за чанове Председништва СР Црне Горе учествовало је 14 кандидата. У првом кругу потврђен је избор Светозара Маровића и Милице Пејановић Ђуришић, кандидата Савеза комуниста, док су у други круг ушла четворица кандидата, од којих су у Председништво изабрани Хазбо Нухановић, кандидат Савез комуниста и Слободан Вујачић, независни кандидат. Шесто и последње Председништво, чији је председник био Момир Булатовић, конституисано је 27. децембра 1990. године. Изузев Вујачића, који је био независни кандидат, председник и осталих троје чланова Председништва били су чланови Савеза комуниста Црне Горе (од јуна 1991. Демократска партија социјалиста).
У току мандата последњег Председништва 2. августа 1991. извршене су измене Устава СР Црне Горе, којим је из назива ове републике избачена реч „социјалистичка”. Истим изменама, Председништво Социјалистичке Републике Црне Горе преименовано је у Председништво Републике Црне Горе. Црна Гора је 27. априла 1992. постала део Савезне Републике Југославије, а 12. окотбра 1992. је добила нови Устав, којим је уместо Председништва уведена функција председника Републике. Први избори за председника Црне Горе одржани су 20. децембра 1992. (први круг) и 10. јануара 1993. (други круг) и на њима је победу однео дотадашњи председник Председништва Момир Булатовић. Његовим ступањем на дужност председника Републике званично је престало да постоји Председништво Црне Горе.

## Списак председника Председништва
| председништво       | број | име и презиме | почетак мандата | крај мандата | напомена |
| ------------------- | --- | --- | --- | --- | --- |
| 1 мандат 1974—1978. | 1 | Вељко Милатовић | 6. мај 1974. | 28. април 1978. | |
| 2 мандат 1978—1982. | 1 | Вељко Милатовић | 28. април 1978. | 7. мај 1982. | |
| 3 мандат 1982—1986. | 2 | Веселин Ђурановић | 7. мај 1982. | 6. мај 1983. | |
| 3 мандат 1982—1986. | 3 | Марко Орландић | 6. мај 1983. | 7. мај 1984. | |
| 3 мандат 1982—1986. | 4 | Миодраг Мишо Влаховић | 7. мај 1984. | 7. мај 1985. | |
| 3 мандат 1982—1986. | 5 | Бранислав Шошкић | 7. мај 1985. | 6. мај 1986. | |
| 4 мандат 1986—1989. | 6 | Радивоје Брајовић | 6. мај 1986. | 7. мај 1987. | |
| 4 мандат 1986—1989. | 6 | Радивоје Брајовић | 7. мај 1987. | 7. мај 1988. | |
| 4 мандат 1986—1989. | 7 | Божина Ивановић | 7. мај 1988. | 11. јануар 1989. | поднео оставку |
| 4 мандат 1986—1989. | / | Слободан Симовић (в.д) | 15. јануар 1989. | 17. март 1989. | в.д. по положају председника Друштвено-политичког већа Скупштине СР Црне Горе                                                                                           |
| 5 мандат 1989—1990. | 8 | Бранко Костић | 17. март 1989. | 25. децембар 1990. | |
| 6 мандат 1990—1993. | 9 | Момир Булатовић | 27. децембар 1990. | 10. јануар 1993. | изабран на непосредним изборима одржаним 23. децембра 1990. |
| напомена            | Мандат Председништва био је 4 године, а мандат председника Председништва најпре четири (1974—1982), потом једну (1982—1989) и на крају поново четири године (1989—1993) | Мандат Председништва био је 4 године, а мандат председника Председништва најпре четири (1974—1982), потом једну (1982—1989) и на крају поново четири године (1989—1993) | Мандат Председништва био је 4 године, а мандат председника Председништва најпре четири (1974—1982), потом једну (1982—1989) и на крају поново четири године (1989—1993) | Мандат Председништва био је 4 године, а мандат председника Председништва најпре четири (1974—1982), потом једну (1982—1989) и на крају поново четири године (1989—1993) | Мандат Председништва био је 4 године, а мандат председника Председништва најпре четири (1974—1982), потом једну (1982—1989) и на крају поново четири године (1989—1993) |

## Састав Председништва СР Црне Горе

### 1974—1978.
| Председништво СР Црне Горе изабрано 6. маја 1974. | Председништво СР Црне Горе изабрано 6. маја 1974. | Председништво СР Црне Горе изабрано 6. маја 1974. | Председништво СР Црне Горе изабрано 6. маја 1974. |
| члан                                              | име и презиме                                     | функција                                          | напомена                                          |
| ------------------------------------------------- | ------------------------------------------------- | ------------------------------------------------- | ------------------------------------------------- |
| Чланови које је изабрала Скупштина                |                                                   |                                                   |                                                   |
| 1                                                 | Вељко Милатовић                                   | председник 1974—1978.                             |                                                   |
| 2                                                 | Владо Божовић                                     | члан                                              |                                                   |
| 3                                                 | Михаило Бебо Брајовић                             | члан                                              |                                                   |
| 4                                                 | Вуко Драгашевић                                   | члан                                              |                                                   |
| 5                                                 | Омер Курпејовић                                   | члан                                              |                                                   |
| 6                                                 | Марко Матковић                                    | члан                                              |                                                   |
| 7                                                 | Вукосава Мићуновић                                | члан                                              |                                                   |
| Чланови по положају                               |                                                   |                                                   |                                                   |
| 8                                                 | Будислав Шошкић                                   | председник Скупштине СР Црне Горе                 |                                                   |
| 9                                                 | Војислав Срзентић                                 | председник ЦК СК Црне Горе                        |                                                   |

      Изабрани члан
      Члан по положају

### 1978—1982.
| Председништво СР Црне Горе изабрано 28. априла 1978. | Председништво СР Црне Горе изабрано 28. априла 1978. | Председништво СР Црне Горе изабрано 28. априла 1978. | Председништво СР Црне Горе изабрано 28. априла 1978. |
| члан                                                 | име и презиме                                        | функција                                             | напомена                                             |
| ---------------------------------------------------- | ---------------------------------------------------- | ---------------------------------------------------- | ---------------------------------------------------- |
| Чланови које је изабрала Скупштина                   |                                                      |                                                      |                                                      |
| 1                                                    | Вељко Милатовић                                      | председник 1978—1982.                                |                                                      |
| 2                                                    | Божидар Бешић                                        | члан                                                 |                                                      |
| 3                                                    | Јован Вујадиновић                                    | члан                                                 |                                                      |
| 4                                                    | Милован Голубовић                                    | члан                                                 |                                                      |
| 5                                                    | Сулејман Реџепагић                                   | члан                                                 |                                                      |
| 6                                                    | Драго Стојовић                                       | члан                                                 |                                                      |
| 7                                                    | Владо Стругар                                        | члан                                                 |                                                      |
| Чланови по положају                                  |                                                      |                                                      |                                                      |
| 8                                                    | Будислав Шошкић                                      | председник Скупштине СР Црне Горе                    | од 1978. до 1979.                                    |
| 8                                                    | Радивоје Брајовић                                    | председник Скупштине СР Црне Горе                    | од 1979. до 1982.                                    |
| 9                                                    | Војислав Срзентић                                    | председник ЦК СК Црне Горе                           |                                                      |

      Изабрани члан
      Члан по положају

### 1982—1986.
| Председништво СР Црне Горе изабрано 7. маја 1982. | Председништво СР Црне Горе изабрано 7. маја 1982. | Председништво СР Црне Горе изабрано 7. маја 1982. | Председништво СР Црне Горе изабрано 7. маја 1982.                               |
| члан                                              | име и презиме                                     | функција                                          | напомена                                                                        |
| ------------------------------------------------- | ------------------------------------------------- | ------------------------------------------------- | ------------------------------------------------------------------------------- |
| Чланови које је изабрала Скупштина                |                                                   |                                                   |                                                                                 |
| 1                                                 | Веселин Ђурановић                                 | члан и председник 1982—1983.                      | члан до 15. маја 1984. када је изабран за члана Председништва СФРЈ из Црне Горе |
| 1                                                 | Бранислав Шошкић                                  | члан и председник 1985—1986.                      | за члана изабран 7. маја 1984.                                                  |
| 2                                                 | Марко Орландић                                    | члан и председник 1983—1984.                      |                                                                                 |
| 3                                                 | Миодраг Мишо Влаховић                             | члан и председник 1984—1985.                      |                                                                                 |
| 4                                                 | Рамиз Бамбур                                      | члан                                              |                                                                                 |
| 5                                                 | Драго Јововић                                     | члан                                              |                                                                                 |
| 6                                                 | Миро Поповић                                      | члан                                              |                                                                                 |
| 7                                                 | Љубица Радовић                                    | члан                                              |                                                                                 |
| Чланови по положају                               |                                                   |                                                   |                                                                                 |
| 8                                                 | Милутин Тањевић                                   | председник Скупштине СР Црне Горе                 | од 7. маја 1982. до 6. маја 1983.                                               |
| 8                                                 | Омер Курпејовић                                   | председник Скупштине СР Црне Горе                 | од 6. мај 1983. до 7. маја 1984.                                                |
| 8                                                 | Чедомир Ђурановић                                 | председник Скупштине СР Црне Горе                 | од 7. маја 1984. до 7. маја 1985.                                               |
| 8                                                 | Марко Матковић                                    | председник Скупштине СР Црне Горе                 | од 7. маја 1985. до 6. маја 1986.                                               |
| 9                                                 | Доброслав Ћулафић                                 | председник Председништва ЦК СК Црне Горе          | од 1982. до 1984.                                                               |
| 9                                                 | Видоје Жарковић                                   | председник Председништва ЦК СК Црне Горе          | током 1984.                                                                     |
| 9                                                 | Марко Орландић                                    | председник Председништва ЦК СК Црне Горе          | од 1984. до 1986.                                                               |

      Изабрани члан
      Члан по положају

### 1986—1989.
| Председништво СР Црне Горе изабрано 6. маја 1986. | Председништво СР Црне Горе изабрано 6. маја 1986. | Председништво СР Црне Горе изабрано 6. маја 1986. | Председништво СР Црне Горе изабрано 6. маја 1986.                     |
| члан                                              | име и презиме                                     | функција                                          | напомена                                                              |
| ------------------------------------------------- | ------------------------------------------------- | ------------------------------------------------- | --------------------------------------------------------------------- |
| Чланови које је изабрала Скупштина                |                                                   |                                                   |                                                                       |
| 1                                                 | Радивоје Брајовић                                 | члан и председник 1986—1988.                      | чланови Председништва су 11. јануара 1989. поднели колективну оставку |
| 2                                                 | Божина Ивановић                                   | члан и председник 1988—1989.                      | чланови Председништва су 11. јануара 1989. поднели колективну оставку |
| 3                                                 | Мухарем Диздаревић                                | члан                                              | чланови Председништва су 11. јануара 1989. поднели колективну оставку |
| 4                                                 | Блажо Орландић                                    | члан                                              | чланови Председништва су 11. јануара 1989. поднели колективну оставку |
| 5                                                 | Олга Перовић                                      | члан                                              | чланови Председништва су 11. јануара 1989. поднели колективну оставку |
| 6                                                 | Милутин Тањевић                                   | члан                                              | чланови Председништва су 11. јануара 1989. поднели колективну оставку |
| Чланови по положају                               |                                                   |                                                   |                                                                       |
| 8                                                 | Велисав Вуксановић                                | председник Скупштине СР Црне Горе                 | од 6. маја 1986. до 11. фебруара 1989.                                |
| 9                                                 | Миљан Радовић                                     | председник Председништва ЦК СК Црне Горе          | од 1986. до 1989.                                                     |

      Изабрани члан
      Члан по положају

### 1989—1990.
| Председништво СР Црне Горе изабрано 17. марта 1989. | Председништво СР Црне Горе изабрано 17. марта 1989. | Председништво СР Црне Горе изабрано 17. марта 1989. | Председништво СР Црне Горе изабрано 17. марта 1989. |
| члан                                                | име и презиме                                       | функција                                            | напомена                                            |
| --------------------------------------------------- | --------------------------------------------------- | --------------------------------------------------- | --------------------------------------------------- |
| 1                                                   | Бранко Костић                                       | председник 1989—1990.                               |                                                     |
| 2                                                   | Јусуф Каламперовић                                  | члан                                                |                                                     |
| 3                                                   | Љиљана Поповић                                      | члан                                                |                                                     |
| 4                                                   | Милош Радуловић                                     | члан                                                |                                                     |
| 5                                                   | Љубиша Станковић                                    | члан                                                |                                                     |
| 6                                                   | Бехудин Халилбеговић                                | члан                                                |                                                     |
| 7                                                   | Млађен Шкобаљ                                       | члан                                                |                                                     |

### 1990—1993.
| Председништво СР Црне Горе изабрано 23. децембра 1990. | Председништво СР Црне Горе изабрано 23. децембра 1990. | Председништво СР Црне Горе изабрано 23. децембра 1990. | Председништво СР Црне Горе изабрано 23. децембра 1990. | Председништво СР Црне Горе изабрано 23. децембра 1990. |
| члан                                                   | име и презиме                                          | странка                                                | функција                                               | напомена                                               |
| ------------------------------------------------------ | ------------------------------------------------------ | ------------------------------------------------------ | ------------------------------------------------------ | ------------------------------------------------------ |
| 1                                                      | Момир Булатовић                                        | СКЦГ                                                   | председник 1990—1993.                                  |                                                        |
| 2                                                      | Светозар Маровић                                       | СКЦГ                                                   | члан                                                   |                                                        |
| 3                                                      | Милица Пејановић Ђуришић                               | СКЦГ                                                   | члан                                                   |                                                        |
| 4                                                      | Хазбо Нухановић                                        | СКЦГ                                                   | члан                                                   |                                                        |
| 5                                                      | Слободан Вујачић                                       | независни                                              | члан                                                   |                                                        |